# Isabèl Usher
Isabèl Usher is een Nederlandse zangeres en liedschrijver. Ze is vooral bekend door het lied Ik kom weer thuis uit 2022. In 2024 bracht ze haar debuutalbum Astronaut uit.

## Biografie
Usher werd geboren in het Verenigd Koninkrijk, maar verhuisde op tweejarige leeftijd naar Nederland, waar haar familie zich vestigde in Assen. In haar examenjaar op de Dr. Nassau College in Assen maakte ze voor haar profielwerkstuk met een aantal jaargenoten een film, waar ze zelf een soundtrack voor schreef. Doordat de reactie van haar beoordelaar enthousiast was, besloot Usher om de demo van het lied op te sturen naar een aantal platenlabels. Ze tekende niet bij een van deze labels, maar sloot wel een uitgaveovereenkomst met BMG. Ze volgde vervolgens de opleiding Communicatie en Multimedia Design aan de Hanzehogeschool Groningen en was actief als liedschrijver voor nationale en internationale artiesten. In 2017 schreef ze mee aan en zong ze het lied Sunburn van Droeloe in, dat vooral in Aziatische landen een hit werd. Verder had ze in Nederland successen als liedschrijver met Vreemde voor mij van Sigourney K en Sevn Alias en Solo van Zoë Tauran en Bilal Wahib.
In 2022 begon ze met het delen van video's op mediaplatform TikTok. In deze video's deelde ze hoe het liedschrijven te werk gaat en zong ze zelf nummers. Ze vertaalde onder meer Sukkel voor de liefde van The Opposites en Mr. Probz naar het Engels en maakte een Nederlandse versie van Bohemian Rhapsody van Queen. Verder maakte ze een ode aan Amsterdam op de melodie van Coming Home van Diddy-Dirty Money en Skylar Grey. Op verzoek van fans herschreef ze dit nummer vervolgens als odes aan Rotterdam en Groningen. Alle odes gingen viraal op TikTok en werden miljoenen keren bekeken, waardoor de zangeres geïnspireerd werd om het lied te herschrijven als ode aan Nederland. De versie, met Het land van... van Lange Frans & Baas B als inspiratie, werd onder eigen beheer als single uitgebracht onder de titel Ik kom weer thuis. Dit lied werd in Nederland een hit, met de vijftigste plaats in de Single Top 100 en de derde plaats in de Tipparade van de Nederlandse Top 40. Na Ik kom weer thuis bracht de zangeres nog drie singles uit, allen in 2023; Altijd al beloofd, Wijze woorden en Laatste keer. Geen van deze behaalde hetzelfde succes als Ik kom weer thuis. In februari 2023 verlengde ze haar publishingovereenkomst met BMG.
Aan het einde van 2024 kwam de zangeres met haar debuutalbum Astronaut. Op dit album met invloeden uit de hiphop, pop en house staan naast de hitsingle Ik kom weer thuis tien andere nummers. Twee hiervan, Wat een droom kan doen en Astronaut, werden eerder al als single uitgebracht. Een van de nummers, Diepe dalen, was een samenwerking met de Fresku, waarmee ze eerder in 2024 samenwerkte op meerdere nummers op het album Leren leven van de rapper. Andere gastbijdragen op Astronaut waren van Kaya Imani en MocroManiac. Ook was er een interlude op het album dat een opname is van een interview is van de zangeres met astronaut André Kuipers. 

## Discografie

### Albums en ep's
- Astronaut (album, 2024)

### Nummers met notering(en) in een hitlijst
| Lied              | Verschijnen     | Album | Hitlijsten  | Hitlijsten  | Hitlijsten   | Hitlijsten   |
| Lied              | Verschijnen     | Album | NL (Top 40) | NL (Top 40) | NL (Top 100) | NL (Top 100) |
| Lied              | Verschijnen     | Album | Piek        | Weken       | Piek         | Weken        |
| ----------------- | --------------- | ----- | ----------- | ----------- | ------------ | ------------ |
| Ik kom weer thuis | 12 oktober 2022 | —     | tip3        | —           | 50           | 13           |